# Olios aurantiacus
Olios aurantiacus är en spindelart som beskrevs av Cândido Firmino de Mello-Leitão 1918. 
Olios aurantiacus ingår i släktet Olios och familjen jättekrabbspindlar. Inga underarter finns listade i Catalogue of Life.